# يونغ براون
يونغ براون (بالإنجليزية: Young Brown)‏ (24 سبتمبر 1893 - ) هو ملاكم أمريكي، صنّف ضمن فئة وزن الويلتر.

## روابط خارجية
- يونغ براون على موقع بوكس ريك (الإنجليزية) (registration required)